# نبرد آرنهم
نبرد آرنهم بخشی از عملیات مارکت گاردن، در طرح مشترک نیروهای بریتانیایی برای دور زدن خط دفاعی آلمان در سراسر رود راین و ورود به خاک این کشور از طریق هلند بود.
در این طرح نیروهای بریتانیایی به کمک یک بریگاد چترباز لهستانی، پل فلزی راین سفلی در نزدیکی آرنم را و واحدهای هوابرد آمریکایی پل‌های نایمیخن و گریو را تصرف می‌کردند. ارتش دوم بریتانیا با پیمودن مسافت ۵۰ مایلی به واحد هوابرد ملحق می‌شد و از پل‌های استفاده می‌کرد. فیلد مارشال والتر مدل، فرمانده آلمانی پایداری سختی را در ناحیه پل‌ها سازمان داد؛ مودل تصادفاً در آرنم بود و نیروی زره‌پوش نیز، در پی پیاده شدن متفقین در نرماندی، سازماندهی می‌شدند. شکست متفقین در آرنم امید به دست آوردن پیروزی زودرس در غرب را بر باد داد.